# Alan Broadhead
Alan Broadhead (ur. 6 września 1956) – australijski judoka.
Uczestnik mistrzostw świata w 1979. Złoty medalista mistrzostw Oceanii w 1979 i srebrny w 1977. Mistrz Australii w 1979 roku.